# Яскравий літній день
«Яскравий літній день» (кит.: 牯嶺街少年殺人事件, дослівно «Підліткове вбивство на вулиці Ґулін», англ. A Brighter Summer Day) — тайванська епічна родинна та підліткова драма режисера Едварда Янга 1991 року. Фільм знято за мотивами реальних подій. Картина отримала високі оцінки кіноспільноти та вважається шедевром сучасного кінематографу. Англійська назва походить від рядка з пісні Елвіса Преслі «Are You Lonesome Tonight?», що фігурує у фільмі.

## Синопсис
Історія стосунків школяра підлітка Си та дівчини Мін, що розгортаються на фоні протистоянь вуличних юнацьких банд Тайбею на початку 60-х років XX ст.

## Сюжет
Тайбей, 1959 рік. Через погані оцінки Сяо Си переводять у вечірню школу. Його батько безуспішно намагається домовитися з учителями. Через рік Сяо Си та його друг Котик разом спостерігають за зніманнями на кіностудії. Їх помічають і хлопці тікають назад у школу. Ввечері з'являється новина, що Хитрюгу, одного з членів банди Малого парку, в школі оточила група з 217-ї банди. Сяо Си, не бувши членом жодної банди, приєднується до хлопців, що вирушають на підмогу. В школі він помічає дівчину, схожу на Сяо Цуй. Через це у нього з Хитрюгою починається конфлікт, оскільки останній не хоче, щоб хтось дізнався, що він зустрічався тоді з дівчиною. Невдовзі після цього Сяо Си знайомиться з Мін. Через списування у Сяо Си Хитрюгу виганяють зі школи, а Си отримує строге покарання. Також у його клас прибуває новенький, Ма, з яким вони швидко починають дружити.
Хитрюга хоче зайняти місце Хані, ватажка банди Малого парку, який переховується після вбивства одного з членів 217-ї банди, тому вирішує піти на перемир'я з 217-ю. Хитрюга, спільно з Листуном і ватажком 21-ї Шаньдунем, береться організовувати концерт. Повертається Хані. На початку він вирішує об'єднатися з іншими бандами, щоб зірвати концерт Хитрюги, але потім змінює план, запевнивши свою дівчину Мін, що повернеться до свого сховку. Однак він приходить на концерт, де його під час розмови штовхає під машину Шаньдун.
Одного дня, під час тайфуну банда Малого парку нападає на будинок 217-ї й убиває її членів і ватажка, помстившись таким чином за смерть Хані. Хитрюзі вдається втекти від розправи. Того ж вечора батька Си арештовує Таємна поліція й влаштовує ряд допитів щодо його минулого. рештою, батька Си відпускають, проте він втрачає роботу.
Сяо Си починає зустрічатися з Мін. Після того як він свариться з медсестрою його виганяються зі школи. Си обіцяє батьку, що буде навчатися й поступить у денну школу. Він починає старанно вчитися й через це менше бачиться з Мін. Хитрюга зустрічається з Си, щоб вибачитися за минулі образи. Від нього Си дізнається, що Мін почала зустрічатися з Ма. Ображений Си кличе на побачення Сяо Цуй, яка нарешті розповідає, що того вечора з Хитрюгою була не вона, а Мін.
Розлючений Сяо Си бере ніж Котика й очікує на Ма за школою. Його бачить Мін. Мін відштовхує Си, називає його егоїстом. У пориві гніву він ударяє її ножем. Си арештують і засуджують до смертної кари, згодом пом'якшеної до 15 років ув'язнення.

## У ролях
| Актор       | Роль                                                                                              |
| ----------- | ------------------------------------------------------------------------------------------------- |
| Чжан Чжень  | Чжан Чжень / Сяо Си дослівно кличка Сяо Си — «маленька четвірка», означає четверта дитини в сім'ї |
| Чжан Куочжу | Чжан Цзюй батько Сяо Си, державний службовець                                                     |
| Елейн Цзін  | Цзін мати Сяо Си, вчителька                                                                       |
| Ван Сюань   | Чжан Цзюань старша сестра, студентка                                                              |
| Чжан Хань   | Лао Ер старший брат, учень середньої школи                                                        |
| Цзянь Сюцюн | Чжан Цюн середня сестра, учениця середньої школи                                                  |
| Лай Фаньюнь | Чжан Юнь молодша сестра, учениця початкової школи                                                 |

| Актор        | Роль                                   |
| ------------ | -------------------------------------- |
| Тан Чжиґан   | Сяо Ма син генерала                    |
| Ван Цідзань  | Ван Мао / Котик один зі співаків групи |
| Ке Юлунь     | Літачок                                |
| Чжан Мінсінь | Трусик                                 |
| Жун Цзюньлун | Фрикаделька                            |
| Чжоу Хуейґо  | Тигр                                   |

| Актор       | Роль                                                          |
| ----------- | ------------------------------------------------------------- |
| Лінь Хунмін | Хані ватажок банди Малого парку, кличка пішла від англ. Honey |
| Ван Байсень | Двійка вокаліст групи                                         |
| Чень Хунюй  | Хитрюга очолив банду Малого парку за відсутності Хані         |

| Актор      | Роль                      |
| ---------- | ------------------------- |
| Ян Шуньцін | Шаньдун ватажок банди 217 |
| Ні Шуцзюнь | Шеньцзін                  |
| Ван Веймін | Ка Ву                     |
| Ван Ємінь  | Лисий                     |

| Актор              | Роль                            |
| ------------------ | ------------------------------- |
| Чень Хан           | Листун                          |
| Чень Ївень         | Ломовий хуліган з ринку Ваньхуа |
| Ліза Ян (Ян Цзінї) | Сяо Мін дівчина Хані            |
| Чжан Їнчжень       | матір Сяо Мін                   |
| Ши Мінян           | молодий лікар                   |
| Лай Денань         | старий лікар                    |
| Чень Сянці         | наречена лікаря                 |
| Сяо Чживень        | матір Сяо Ма                    |
| Сюй Мін            | Ван Ґочжен друг батька Сяо Си   |
| Цай Цінь           | дружина Вана                    |
| Чжоу Мін           | дядько Фет власник магазину     |

## Критика
Фільм отримав виключно позитивні відгуки. На сайті Rotten Tomatoes він має рейтинг 100 %, на основі 19 відгуків. На Metacritic середній бал стрічки становить 90/100. Стрічка потрапила на 84 позицію Переліку найвеличніших фільмів усіх часів за версією кінокритиків у опитуванні журналу «Sight & Sound».

## Нагороди
| Рік  | Премія                               | Категорія                              | Номінант                                   | Результат |
| ---- | ------------------------------------ | -------------------------------------- | ------------------------------------------ | --------- |
| 1991 | «Золотий кінь»                       | Найкращий фільм                        | «Яскравий літній день»                     | Перемога  |
| 1991 | «Золотий кінь»                       | Найкращий оригінальний сценарій        | Хун Хун, Лай Мінтан, Алекс Янг, Едвард Янг | Перемога  |
| 1991 | «Золотий кінь»                       | Найкращий актор                        | Чжан Чжень                                 | Номінація |
| 1991 | «Золотий кінь»                       | Найкраща акторка                       | Ліза Ян                                    | Номінація |
| 1991 | «Золотий кінь»                       | Найкращий режисер                      | Едвард Янг                                 | Номінація |
| 1991 | «Золотий кінь»                       | Найкращий актор                        | Чжан Куочжу                                | Номінація |
| 1991 | «Золотий кінь»                       | Найкраща акторка другого плану         | Елейн Цзін                                 | Номінація |
| 1991 | «Золотий кінь»                       | Найкраща акторка другого плану         | Цзянь Сюцюн                                | Номінація |
| 1991 | «Золотий кінь»                       | Найкраща операторська робота           | Чжан Хуйґун                                | Номінація |
| 1991 | «Золотий кінь»                       | Найкраща робота художника-постановника | Юй Вейєн, Едвард Янг                       | Номінація |
| 1991 | «Золотий кінь»                       | Найкращий грим і дизайн костюмів       | Юй Вейєн                                   | Номінація |
| 1991 | «Золотий кінь»                       | Найкращий звук                         | Ту Дучи, Ян Чинань                         | Номінація |
| 1991 | Азійсько-тихоокеанська кінопремія    | Найкращий фільм                        | «Яскравий літній день»                     | Перемога  |
| 1991 | Токійський міжнародний кінофестиваль | Спеціальний приз журі                  | Едвард Янг                                 | Перемога  |
| 1991 | Токійський міжнародний кінофестиваль | Приз ФІПРЕССІ                          | Едвард Янг                                 | Перемога  |
| 1991 | Токійський міжнародний кінофестиваль | Гран-прі Токіо                         | Едвард Янг                                 | Номінація |
| 1991 | Кінофестиваль трьох континентів      | Найкращий режисер                      | Едвард Янг                                 | Перемога  |
| 1991 | Кінофестиваль трьох континентів      | Золотий Монгольф'єр                    | Едвард Янг                                 | Номінація |
| 1993 | «Кінема Дзюмпо»                      | Найкращий режисер іноземного фільму    | Едвард Янг                                 | Перемога  |